# Џоан (Јужна Каролина)
Џоан (енгл. Joanna) насељено је место без административног статуса у америчкој савезној држави Јужна Каролина.

## Демографија
По попису из 2010. године број становника је 1.539, што је 70 (-4,4%) становника мање него 2000. године.
| Група             | 2000.         | 2010.         |
| Белци             | 1.370 (85,1%) | 1.191 (77,4%) |
| Афроамериканци    | 189 (11,7%)   | 252 (16,4%)   |
| Азијати           | 4 (0,2%)      | 4 (0,3%)      |
| Хиспаноамериканци | 33 (2,1%)     | 73 (4,7%)     |
| Укупно            | 1.609         | 1.539         |